# دیوید هادسون دیپاتی
دیوید هادسون دیپاتی (انگلیسی: David H. DePatie; ۲۴ دسامبر ۱۹۲۹ – ۲۳ سپتامبر ۲۰۲۱) تهیه‌کننده فیلم و تهیه‌کننده تلویزیونی اهل ایالات متحده آمریکا بود.
وی همچنین برندهٔ جوایزی همچون جایزه اسکار بهترین پویانمایی کوتاه شده‌است.